# Kloridi
Izraz klorid odnosi se ili na kloridni ion (Cl−), koji je negativno nabijen atom klora, ili na nenabijeni atom klora kovalentno vezan na ostatak molekule jednostrukom vezom (−Cl). Mnogi anorganski kloridi su soli. Mnogi organski spojevi su kloridi.
Kloridni ion je anion (negativno nabijen ion) s nabojem Cl−. Kloridne soli kao što je natrijev klorid često su topive u vodi. To je esencijalni elektrolit koji se nalazi u svim tjelesnim tekućinama i odgovoran je za održavanje acidobazne ravnoteže, prijenos živčanih impulsa i regulaciju protoka tekućine u i iz stanica. Ostali primjeri ionskih klorida su kalcijev klorid CaCl2 i amonijev klorid NH4Cl.
Klorid je također neutralni atom klora kovalentno vezan jednostrukom vezom s ostatkom molekule. Na primjer, metil klorid CH3Cl je organski spoj s kovalentnom C−Cl vezom u kojoj klor nije anion. Drugi primjeri kovalentnih klorida su ugljikov tetraklorid CCl4, sulfuril klorid SO2Cl2 i monokloramin NH2Cl.

## Svojstva
Kloridni ion (promjer 167 pm) puno je veći od atoma klora (promjer 99 pm). Ion je bezbojan i dijamagnetičan. U vodenoj otopini, u većini slučajeva vrlo je topljiv; međutim, neke kloridne soli, kao što su srebrov klorid, olovov(II) klorid i živin(I) klorid, samo su slabo topljive u vodi. U vodenoj otopini, klorid je vezan protičnim krajem molekula vode.

## Reakcije
Klorid se može oksidirati, ali ne i reducirati. 
Prva oksidacija, koja se koristi u klor-alkalnom procesu, je pretvorba u plinoviti klor. Klor se može dalje oksidirati u druge okside i oksianione uključujući hipoklorit (ClO−, aktivni sastojak u klornom izbjeljivaču), klorov dioksid (ClO2), klorat (ClO3-)  i perklorat (ClO4-).
Što se tiče kiselo-baznih svojstava, klorid je slaba baza, što pokazuje negativna vrijednost pKa klorovodične kiseline. Klorid se može protonirati jakim kiselinama, poput sumporne kiseline:
NaCl + H2SO4 → NaHSO4 + HCl
Kloridne soli reagiraju s drugim soli ramjenjivajući anione. Prisutnost halidnih iona poput klorida može se otkriti pomoću srebrovog nitrata. Otopina koja sadrži kloridne ione proizvest će bijeli talog srebrnog klorida:
Cl− + Ag+ → AgCl
Koncentracija klorida u analizi može se odrediti pomoću kloridometra, koji otkriva ione srebra nakon što se sav klorid u analizi istaloži ovom reakcijom.
Klorirane srebrne elektrode obično se koriste u ex vivo elektrofiziologiji.

## Oksoanioni
Klor može poprimiti oksidacijska stanja od -1, +1, +3, +5 ili +7. Također je poznato nekoliko neutralnih klorovih oksida.
| Oksidacijsko stanje klorova atoma | -1     | +1         | +3     | +5     | +7        |
| --------------------------------- | ------ | ---------- | ------ | ------ | --------- |
| Ime                               | Klorid | Hipoklorit | Klorit | Klorat | Perklorat |
| Formula                           | Cl     | ClO-       | ClO2-  | ClO3-  | ClO4-     |
| Kalotni model                     |        |            |        |        |           |

## Pojavnost u prirodi
U prirodi se kloridi uglavnom nalaze u morskoj vodi, koja ima koncentraciju kloridnih iona od 19400 mg/litri. Manje količine, iako u višim koncentracijama, pojavljuju se u određenim unutarnjim morima i u podzemnim izvorima slane vode, poput Velikog slanog jezera u Utahu i Mrtvog mora u Izraelu. Većina kloridnih soli topiva je u vodi, stoga se minerali koji sadrže klorid obično nalaze u izobilju samo u suhim klimama ili duboko pod zemljom. Neki minerali koji sadrže kloride uključuju halit (natrijev klorid NaCl), silvit (kalijev klorid KCl), bišofit (MgCl2∙6H2O), karnalit (KCl∙MgCl2∙6H2O) i kainit (KCl∙MgSO4∙3H2O). Također se nalazi u evaporitnim mineralima kao što su klorapatit i sodalit.

### Uloga u biologiji
Kloridi imaju veliki fiziološki značaj, koji uključuje regulaciju osmotskog tlaka, ravnoteže elektrolita i acidobazne homeostaze. Klorid je prisutan u svim tjelesnim tekućinama i najobilniji je izvanstanični anion koji čini oko jednu trećinu toničnosti izvanstanične tekućine.
Klorid je esencijalni elektrolit, igra ključnu ulogu u održavanju stanične homeostaze i prijenosu akcijskih potencijala u neuronima. Može teći kroz kloridne kanale (uključujući GABAA receptor), a prenose ga KCC2 i NKCC2 transporteri.
Klorid je obično (iako ne uvijek) u višoj izvanstaničnoj koncentraciji, zbog čega ima negativan reverzni potencijal (oko -61 mV na 37 °C u stanici sisavaca). Karakteristične koncentracije klorida u modelnim organizmima su: u E. coli i kvascu u pupoljcima su 10-200 mM (ovisno o mediju), u stanicama sisavaca 5-100 mM i u krvnoj plazmi 100 mM.
Koncentracija klorida u krvi naziva se serumski klorid, a tu koncentraciju reguliraju bubrezi. Kloridni ion je strukturna komponenta nekih proteina; na primjer, prisutan je u enzimu amilaza. Za ove uloge, klorid je jedan od esencijalnih minerala u prehrani (naveden pod imenom svog elementa klor). Razine klorida u serumu uglavnom reguliraju bubrezi preko raznih transportera koji su prisutni duž nefrona. Većina klorida, koji je filtriran u glomerulu, ponovno se apsorbira u proksimalnim i distalnim tubulima (uglavnom u proksimalnim tubulima) i aktivnim i pasivnim transportom.

### Korozija
Prisutnost klorida, primjerice u morskoj vodi, značajno pogoršava uvjete za rupičastu koroziju većine metala (uključujući nehrđajuće čelike, aluminij i visokolegirane materijale). Korozija čelika u betonu izazvana kloridima dovodi do lokalnog razgradnje zaštitnog oksidnog oblika u alkalnom betonu, tako da dolazi do naknadnog lokaliziranog napada korozije.

### Prijetnje okolišu
Povećane koncentracije klorida mogu uzrokovati niz ekoloških učinaka u vodenom i kopnenom okolišu. Može doprinijeti zakiseljavanju potoka, mobilizirati radioaktivne metale u tlu ionskom izmjenom, utjecati na smrtnost i reprodukciju vodenih biljaka i životinja, pospješiti invaziju morskih organizama u prije slatkovodna okruženja i ometati prirodno miješanje u jezerima. Također se pokazalo da natrijev klorid mijenja sastav mikrobnih vrsta pri relativno niskim koncentracijama. Također može spriječiti proces denitrifikacije, mikrobni proces bitan za uklanjanje nitrata i očuvanje kvalitete vode, te spriječiti nitrifikaciju i disanje organske tvari.

## Proizvodnja
Klor-alkalna industrija glavni je potrošač svjetskog proračuna za energiju. Ovaj proces pretvara natrijev klorid u klor i natrijev hidroksid, koji se koriste za izradu mnogih drugih materijala i kemikalija. Proces uključuje dvije paralelne reakcije:
2 Cl− → Cl2 + 2 e−
2 H2O + 2 e− → H2 + 2 OH−

## Primjeri i korist
Primjer je kuhinjska sol, koja je natrijev klorid kemijske formule NaCl. U vodi disocira na ione Na+ i Cl−. Soli kao što su kalcijev klorid, magnezijev klorid, kalijev klorid imaju različite namjene, od medicinskih tretmana do stvaranja cementa.
Kalcijev klorid (CaCl2) je sol koja se prodaje u obliku kuglica za uklanjanje vlage iz prostorija. Kalcijev klorid se također koristi za održavanje neasfaltiranih cesta i za učvršćivanje temelja cesta za novogradnju. Osim toga, kalcijev klorid se naširoko koristi kao sredstvo za odleđivanje, jer je učinkovit u snižavanju tališta kada se nanese na led.
Primjeri kovalentno vezanih klorida su fosfor triklorid, fosfor pentaklorid i tionil klorid, a sva tri su reaktivni reagensi za kloriranje koji se koriste u laboratoriju.

### Kvaliteta vode i obrada
Glavna primjena koja uključuje klorid je desalinizacija, koja uključuje energetski intenzivno uklanjanje kloridnih soli kako bi se dobila pitka voda. U naftnoj industriji, kloridi su sastavni dio isplačnog sustava koji se pažljivo prati. Povećanje klorida u sustavu isplake može biti pokazatelj bušenja u formaciji slane vode pod visokim pritiskom. Njegovo povećanje također može ukazivati na lošu kvalitetu ciljanog pijeska.
Klorid je također koristan i pouzdan kemijski indikator fekalne kontaminacije riječnih i podzemnih voda, budući da je klorid nereaktivna otopljena tvar i sveprisutna u kanalizaciji i pitkoj vodi. Mnoge tvrtke za regulaciju vode širom svijeta koriste klorid za provjeru razine kontaminacije rijeka i izvora pitke vode.

### Hrana
Kloridne soli kao što je natrijev klorid koriste se za konzerviranje hrane i kao hranjive tvari ili začini.

## Dodatno pogledati
Halogenidi (spojevi halogena)Izvori